# 야노 시호
야노 시호(일본어: 矢野 志保, 1976년 6월 6일~) 또는 아키야마 시호(일본어: 秋山 志保)는 일본의 패션 모델이다. 시가현 구사쓰시 출신이다.

## 결혼과 가족 그리고 유명 인사
2007년 지인의 소개로 이종격투기 선수 추성훈을 만나 2년 동안의 열애 끝에 2009년 3월 결혼식을 올렸고, 결혼 2년만인 2011년 10월 24일 딸 추사랑(일본어: 秋山 紗蘭 아키야마 사란[*])을 출산하였다. 또한 KBS2 예능 프로그램 《해피 선데이 - 슈퍼맨이 돌아왔다》에서 고정 출연하여 한국인 시청자들로부터 사랑이 엄마로 알려져 많은 이들에게 유명 인사로 알려져 왔다.

## CF광고
- 야쿠르트 〈미르미르〉 1995년~1996년
- 산스타 〈약용 AP 화이트〉 1996년~1997년
- 컴파일(플레이스테이션) 〈뿌요뿌요2〉 1996년
- 모리나가 유업 〈알로에 요구르트〉 1998년~2000년
- 유니참 〈소피(생리대)〉 1999년~2000년
- 슈에이샤 〈MORE〉 2000년~2004년
- 미츠코시백화점 캠페인 2000년
- 아테니아 화장품 2000년~2003년
- 일본항공 호주 캠페인 2001년
- 밴돔 아오야마 〈크리스마스 캠페인〉 2001년
- J-PHONE (현 소프트 뱅크 모바일) 〈사진 메일〉 2002년~2003년
- 네스카페 〈카푸치노 & 라떼〉 2003년
- 휴먼 그룹 2003년
- 비오템 2004년
- 사만사 타바사 2004년
- 카시오(CASIO) 〈Baby-G〉 2004년~2005년
- 넥슨 〈N-Live 캠페인〉 2004년
- 존슨 앤 존슨 〈원데이 아큐브 컬러〉 2004년
- 삿포로 맥주 〈드래프트 원〉 2005년
- Contrex 2005년
- 페덱스 〈쿠로네코 야마토〉 2005년
- 카오(Kao) 〈에마르〉 2005년
- 아디다스 2005년
- 와코루 〈wing〉 2005년
- 카오(Kao) 〈비오레 마시멜로우 휩〉 2006년
- 카오(Kao) 〈비오레 닦아내는 코튼_사라사라오일in〉 2006년~2007년
- willcom 〈월정액 플랜〉 2006년
- 카오(Kao) 〈에마르〉 2007년
- 와코루 〈wing〉 2007년
- 카오(Kao) 〈비오레 세안폼〉 2009년
- KFC 〈스마트벨류팩키지 캠페인〉 2010년
- 삿포로 맥주 〈프리미엄 알콜프리〉 2011년
- 카오(Kao) 〈비오레 닦아내는 코튼〉 2012년
- 트라이엄프 〈AMO’S STYLE 2012 SHAPE SENSATION〉 2012년
- 오오츠카제약 〈SOYSH〉 2012년
- 트라이엄프 〈천사의브라 SHAPE SENSATION〉 2013년
- ABC마트 〈리복 이지톤 슈즈〉 2013년~2014년
- 슈메이샤〈MARISOL〉 2015년
- 일본TRIM 〈TRIM 이온 하이퍼 정수기〉 2015년~
- 흥한주택종합건설 〈센트럴 웰가〉2015년~ - 최초로 자녀 추사랑과 함께 출연한 한국에서의 CF

外 다수(데뷔 22년차로 모든 프로필 집계가 힘듦)

## 매거진
Marisol / Domani / Otona MUSE / BOAO / LUCi / MORE / Sweet / ef / ミセス / FYTTE / からだにいいこと / ESSE Regina / クロワッサン / AGUA / BAILA / CREA / menage / falo /Precious / Pre-mo LOOK!s / FRaU / ROSALB / yoga journal / anan / REINA / ar / BRIDES wedding / LEE / In Red / 週刊現代 / 結婚賛歌/ CREA/Body＋/ GINZA / mina / RUNA / MAQUIA / Uomo Tarzan / Oggi / non-no / JILLE / REBONDIR / Human / Ready GO / Jewery / Bicycle ROSAEBA / menage / プチセブン/ HAPPER’S BAZAAR / GINGER / 美人百花 / SPUR MAMA MALIA / ビタミンef / 伊人風尚 / SENSE / ケイコとマナブ / WWDマガジンRegina PREMIUM / Mgirl spin off / and GIRL / SANKEI EXPRESS / /WWD JAPAN PHPのびのび子育て / VERY / impression Gold / GLITTER / ViVi / with / CLASSY / JJ / HERS / 美ST / STORY / GO Japan / VOGUE girl / VOGUE Japan / SPUR / OPENNERエクラ / エクラプレミアム / LEON / FUDGE / マリ・クレール / 東京カレンダー / Pen / Oceans / T Japan The New York Times Style Magazine /ジゼルAneCan / SAKURA / GOLD / Saita / DAZZLE / 25ans / 25ans&リシェス / Safari / ELLE DECO / ELLE girl ELLE Japon / ELLE marigage / ELLE / FIGARO Japon / Numero TOKYO / Gina / Hanako / CREA TRAVELLER/BRUTUS/Casa BRUTUS/ &premiumミルミル」（1995～1996）

## TV방송
- 《정열대륙》 (2003년)
- 《SMAPXSMAP》 (2005년)
- 《우리들의 음악》 (2006년)
- 《행복 로하스》 (2007년 10월 14일 ~ 2010년 4월 3일, BS 아사히)-MC
- 《탑 러너》 (2008년 4월 7일 ~ 2010년 3월, NHK 종합)-MC
- 《another sky》 (2008년 10월 24일, 닛테레)
- 《멘토레G》 (2008년 1월 27일)
- 《MR.BRAIN》 (2009년 5월 23일 ~ 7월 11일, TBS)
- 《구탄누보》 (2010년 2월 3일, 간사이 TV)
- 《메렝게의 기분》 (2010년 2월 27일, NTV)
- 《쟈니벤》 (2010년)
- 《그랑쥬떼》 (2010년,NHK)
- 《A - Studio》 (2010년 12월 17일, TBS)
- 《개교! 헤이세이 미인 학원》 (2011년 2월 11일, 후지 TV) - VTR 출연
- 《지구의 첨단을 특종! SCOOPER》 (2011년 7월 8일, NTV)
- 《와랏테이이토모》 (2011년)
- 《하나마루마켓》 (2012년)
- 《산마노만마》 (2012년)
- 《구루구루나인티나인》 (2012년)
- 《히루난데스》（2013년, NTV）
- 《Woman On The Planet》」（2013년, NTV）
- 《今夜くらべてみました》」（2013년, NTV）
- 《Eテレ「SWITCHインタビュー達人達》（2013년, NHK）
- 《千原ジュニアのシュッとしょ！》（2014년, ABC朝日放送）
- 《「未来シアター」コメント》（2014년, NTV）
- 《いっぷく》（2014년, TBS）
- 《PON！》（2014년, NTV）
- 《「にじいろジーン」ぐっさんを連れていくならこんなとこ》（2014년, KTV)
- 《あの日に帰りたい》（2014년, TBS）

外 다수
- 《해피선데이 - 슈퍼맨이 돌아왔다》(2013년 8월 17일 ~ 2016년 3월 20일, KBS2TV)
- 《KBS 연예대상》(2013년 12월 21일, 2014년 12월 27일, 2015년 12월 26일 KBS2TV) - 추사랑과 함께 참석
- 《해피투게더》(2015년 11월 12일 KBS2TV)
- 《추블리네가 떴다》 (2017년 8월 26일 ~ 2017년 9월 30일 SBS)

## 라디오
- 《SHIHO의 NISSAN 내츄럴 팔레트》 2003년 10월 ~ 2006년 3월 - TOKYO FM·JFN 계열)
- 《SHIHO의 TUSL 플러스》 2007년 11월 4일 ~ 2008년 3월 - 文化放送(분카방송)
- 《SHIHO・堅木裕実 신데렐라☆바디》 2013년 4월 ~ 2013년 7월 - 文化放送(분카방송)
- 《SHIHO의 리얼토크》 2014년 2월 ~ 2014년 7월 - cross FM

## 출판물

### 도서
- ALL HAPPEN IS GOOD! - 2002년 10월, 소학관(ISBN 4-09-419031-7)
- SHIHO토레 - 2005년 12월, 매거진 하우스(ISBN 4-8387-1638-9)
- 뷰티토크 - 2007년, 후소샤(扶桑社)
- 집에서 하는 요가 SHIHO meets YOGA -2008년 7월, 소니 매거진(ISBN 978-4-7897-3316-8)
- 야세토레～SHIHO SECRET METHOD -2010년, 슈메이샤(集英社)
- SHIHO's Beauty Theory -2011년, SDP
- TRINITY-SLIM“전신슬림”스트레칭 -2012년, SDP
- TRINITY-SLIM“전신슬림”스트레칭2탄 -2013년, SDP
- SHIHO AND GREAT CREATORS -2014년, 다카라지마샤(宝島社)

### 사진집
- model; Shiho - 2002년, 소니매거진(ISBN 4-7897-1961-8)
- MODEL DAYS 2004 SHIHO - 2003년, 소니매거진
- MODEL DAYS 2005 SHIHO - 2004년, 소니매거진(ISBN 4-7897-2399-2)
- WHO AM I? WHAT AM I? (2006년 12월, 매거진하우스(ISBN 4-8387-1740-7)

### 이미지 비디오
- LOVE&PEACE - 2002년,퓨쳐비젼프로듀스
- DVD · model; Shiho - 2003년, 소니 매거진
- model; SHIHO Island Days - 2004년, 포니캐년

### 관련 서적
- SHIHO 라이프스타일 모델- 패션리더가 되는 52의 법칙 / 나카타니 아키히로 저 - 2001년, 소고호레출판(総合法令)
- SHIHO 스타일- 행복하고 세련된 여자가 되는 52의 비결 / 나카타니 아키히로 저 - 2004년, 소니 매거진(ISBN 4-7897-2270-8)
- 미인을 만든다,모델들레시피-하세가와리에와SHIHO의"푸드스타일"몽땅공개! - 2002년, 슈후토세이카츠샤
- 3분 트레이닝 method by adidas -2006년, 매거진 하우스

### CD
- soothing my soul - 2003/4/23,EMI뮤직재팬

카리스마모델 SHIHO가 하루종일 듣고싶은 POP음악을 골라 담은 컴필레이션앨범

### 연재 잡지
- BOAO "SHIHO의 멋쟁이 옷장" 패션 (매거진 하우스)
- LUCi "SHIHO의 사랑 오피스 걸 LESSON!" 패션 (후소샤)
- LUCi "SHIHO의 두근 두근 대담" - "각계 유명 인사와의 대담" (후소샤)
- MORE "SHIHO의 마음의 혼잣말." (슈에이샤)
- sweet "Attention" 패션 (타카라지마사)

外 다수

## 기타 활동

### 사회봉사
- NPO법인 ONENESS project 대표이사(2011~)
- 쿠사츠BOOSTERS（2014～）

### 그 외
- 영화 '헤이플라워와 퀼트슈(2002)'의 번역감수
- 2008년 아로마 친선대사
- 2015년 미스 인터네셔날 도쿄 심사위원
- 2016년 미스 인터네셔날 도쿄 심사위원

外 다수

## 수상 경력
- 제46회 FEC AWARDS 특별상
- 제16회 안경 베스트 드레서상 특별상
- 바비 어워드 2003 올해의 바비로 선정